# Chironex yamaguchii
Chironex yamaguchii (jap. „Habu-kurage“) ist eine Art der Würfelquallen (Cubozoa) aus der Familie der Chirodropidae. Die Art ist sehr giftig und kann beim Menschen tödliche Vergiftungen auslösen. Das Artepitheton ehrt Prof. Masashi Yamaguchi, der viel zum Verständnis der Japanischen Würfelquallen und zur Frühontogenie von Chironex fleckeri beitrug.

## Merkmale
Die Meduse hat eine maximale Schirmhöhe von etwa 110 mm; das ist nur etwa die Hälfte bis ein Drittel der Größe von Chironex fleckeri. Im Durchschnitt sind die Tiere mit etwa 60 mm Schirmhöhe jedoch wesentlich kleiner. Der maximale interradiale Durchmesser des Schirms beträgt 95 mm. Die Exumbrella ist bei der adulten Meduse glatt, ohne Warzen. Juvenile Medusen besitzen aber noch Warzen auf dem Schirm. Die Pedalia sind klauenartig; jedes Pedalium trägt bis zu neun Tentakeln, im Durchschnitt aber nur etwa sieben Tentakeln (verglichen mit bis zu 15 Tentakeln in Chironex fleckeri). Die Nematozysten-Bänder sind lavendelfarben. 
Der Knick des pedalialen Kanals am proximalen Ende des Pedalium ist bei Chironex yamaguchii eher gerundet (Vulkankegelartig), der Abschwung eher gerade, im Gegensatz zu dem scharfen Knick und konkaven Abschwung bei Chironex fleckeri.
Das Manubrium ist kreuzförmig mit lanzettförmigen Lippen. Es misst nur etwa 2/3 bis 3/4 der Schirmhöhe. Die gastrischen Phacellae in den vier „Ecken“ sind v-förmig. Die gastrischen Cirren sind unverzweigt und einfach. Die gastrischen Säckchen an der Decke der Subumbrella sind hahnenkamm- oder traubenartig. Sie entwickeln sich bei den adulten Tieren zu den Gonaden. Die perradialen Lappen sind glatt, relativ breit und dreieckig; sie erstrecken sich bis fast zum subumbrellaren Rand des Velariums. Vier perradiale Muskelverbindungen (Frenulae) klammern die rechtwinklige Verbindung auf etwa 3/4 der Strecke von der Spitze der rhopalialen Nische bis zum Velariumumschlag bzw. dessen Rand. Jedes Frenula besteht aus einer einzigen dicken, gelatinösen Schicht. Die zahlreiche velarialen Kanäle sind stark verzweigt.
Jedes der vier Rhopalia weist sechs Augen auf, die beiden medianen Linsenaugen und je zwei Schlitz- und Grubenpigmentaugen. Der Statolith ist oval und sitzt an der Basis des Rhopalium. Die rhopaliale Nische sitzt in einer dreieckigen Vertiefung der Exumbrella.
Chironex yamaguchii hat acht verschiedene Typen von Nesselzellen: mikrobasische Mastigophoren, mikrobasische Eurytelen, große und kleine Trirhopaloide, holotriche Isorhizen, ellipsoidale Isorhizen, ovoide Isorhizen und große ovoide Isorhizen. Zwei Typen von Nesselzellen, die großen ovoiden Isorhizen und die mikrobasischen Eurytelen wurden nur bei kleinen Medusen (>10 mm Schirmhöhe) beobachtet, die anderen Typen kommen in allen Medusenstadien vor. Schirm, Schirmwarzen (in kleinen Individuen), Manubrium, Pedalia, gastrische Filamente und Tentakeln sind jeweils etwas unterschiedlich mit den obigen Typen von Nesselzellen besetzt.

## Geographische Verbreitung und Lebensraum
Chironex yamaguchii wurde in den Gewässern von Südjapan (Ryūkyū-Inseln) und den Philippinen (Masbate, Luzon, Mindanao, Mindoro und Palawan) nachgewiesen. Sie leben dort in flachen, küstennahen Bereichen. Vor den Ryukyu-Inseln treten die Medusen nur zwischen August und Ende September auf.

## Vergiftungen durchChironex yamaguchii
Chironex yamaguchii scheint ebenso wie Chironex fleckeri extrem giftig zu sein. Drei bestätigte Todesfälle lassen sich auf Vergiftungen durch das Nesselgift von Chironex yamaguchii zurückführen. Das Gift kann Herzstillstand und Lungenödeme verursachen.

## Systematik
Die Art war früher als Chiropsalmus quadrigatus Haeckel, 1880 misidentifiziert worden (vgl. auch). Diese Art wurde erst kürzlich zur Gattung Chiropsoides Southcott, 1967 gestellt. Chiropsoides quadrigatus (Haeckel, 1880) aus den Gewässern vor Myanmar hat mit Chironex yamaguchii jedoch wenig gemein.